# Красноярская железная дорога
Красноя́рская желе́зная доро́га (КрасЖД) — один из 16 территориальных филиалов ОАО «Российские железные дороги». Железнодорожная сеть располагается на юге Сибири. Дорога связывает Западно-Сибирскую и Восточно-Сибирскую дороги, является основной транзитной линией, находится в середине Транссиба. Бо́льшая часть дороги проходит по территории Красноярского края и Хакасии, небольшие участки дороги расположены на территории Кемеровской и Иркутской областей.
Структурные подразделения ОАО «Российские железные дороги», находящиеся и функционирующие в границах Красноярской железной дороги подчинены региональному центру корпоративного управления Красноярская железная дорога — филиалу ОАО РЖД, расположенному в Красноярске.
Эксплуатационная длина дороги на 1 января 2009 год — 3157,9 км.
С 1959 года работает на переменном токе. Станция стыкования — Мариинск.
Начальник Красноярской железной дороги — Туманин Алексей Сергеевич (с июня 2021 года).

## История
В 1886 году Александр III принял окончательное решение о строительстве железной дороги, которая соединит центральную часть государства Российского с Дальним Востоком. Александр III, исходя из важности и роли Транссиба в решении военно-стратегических и экономических задач, объявил строительство магистрали «великим народным делом». Финансирование Транссиба велось полностью за счет государственной казны. В ноябре 1892 года на развертывание строительства было выделено 170 млн рублей. В том же году на всех дорогах, кроме Амурской, были развёрнуты изыскательские и строительные работы. Так началось сооружение величайшей в мире железнодорожной магистрали — Транссибирской железной дороги.
В начале 1893 года был учреждён Комитет по сооружению Сибирской железной дороги, председателем которого был назначен наследника престола цесаревич Николай Александрович. Сам же цесаревич Николай Александрович воспринял назначение со всей ответственностью и чувством гордости. 
На первом заседании КСЖД 10 февраля 1893 года он говорил:
«Я с душевным трепетом взираю на величие предстоящей нам задачи. Но любовь к родине и пламенное желание послужить её благоденствию побудили меня принять поручение горячо любимого мною отца. Я убеждён, что те же чувства одушевляют и вас, и поэтому твёрдо верю, что единодушными усилиями мы неуклонно достигнем цели…». Вступив на престол, Николай II сохранил за собой председательствование в КСЖД.
Железную дорогу длиною свыше семи тысяч км было решено строить одновременно с двух концов: от Челябинска на восток и от Владивостока на запад, прокладывая Великий Сибирский путь на встречных курсах. Соединиться они должны были там, где сегодня пролегает Красноярское звено Транссиба.
В техническом отношении достаточно сложным сооружением была Средне-Сибирская железная дорога (Обь – Иркутск), пересекающая отроги Алтая и Саянского хребта, проходящая через болота, лесные дебри. На её пути встретилось немало рек, в том числе крупных. Профессором Л.Д. Проскуряковым был создан проект уникального 950-метрового моста через Енисей. Строительством моста руководил инженер Евгений Карлович Кнорре, выпускник Берлинской ремесленной школы и Цюрихского политехникума, работавший на сооружении мостов через Днепр и Волгу.
В 1895 году Е.К. Кнорре прибыл в Красноярск и в качестве технического руководителя проекта и генподрядчика приступил к строительству железнодорожного моста через Енисей. 30 августа 1896 года состоялась торжественная церемония закладки первого камня в одну из опор. 28 марта 1899 года мост, получивший название «Царский», был открыт для движения поездов. Тогда же родилась идея представить макет моста в качестве составной части экспозиции Великого Сибирского пути на первой Всемирной технической выставке в Париже Модель моста через Енисей экспонировалась в 1900 году на Всемирной выставке и была удостоена золотой медали.
В 1894 году первый поезд уже был в Омске. Ещё через год, благодаря тому, что строительство дороги от Оби до Красноярска велось сразу на четырёх участках, первый поезд прибыл в Красноярск.
Несмотря на то, что практически все работы производились вручную, с использованием самых примитивных орудий труда, ежегодно прокладывалось около 500–600 км железнодорожного пути. Таких темпов строительства история ещё не знала. Дорогу сдавали отдельными участками, по которым сразу же начиналось движение поездов. В большинстве своём вокзалы и привокзальные постройки возводились заранее, до прихода первого поезда.
Мосты, вокзалы, локомотивные депо и водонапорные башни не только соответствовали своему практическому назначению, но и отвечали высоким архитектурным и эстетическим требованиям. Многие из них признаны памятниками архитектуры.
Будущая Красноярская железная дорога входила в Средне-Сибирский участок длиною 1 848 км, по проекту пролегавший от Оби через главный город Енисейской губернии до Иркутска.  6 декабря 1895 года в два часа дня в Красноярск прибыл первый поезд. Локомотив серии  «Р» привёл состав из Томска.
«Начальник работ по постройке Средне-Сибирской железной дороги доносит, что в сего декабря, в высокоторжественный день Тезоименитства Вашего Императорского Величества в 2 часа дня прибыл в Красноярск по окончательно устроенному железно-дорожному пути первый поезд, по случаю чего в присутствии Губернатора и местного настоятеля совершено было благодарственное молебствие о здравии и благоденствии Вашего Императорского Величества и Всего Августейшего Дома. О сём Министр Путей Сообщения приемлет долг всеподдайнейше довести до Высочайшего Вашего Императорского Величества сведения» — рапортовал 8 декабря 1895 года князь М. Хилков – министр путей сообщения.
Регулярное движение поездов по дороге между Новониколаевском и Красноярском было открыто в 1898 году, между Красноярском и Иркутском — в 1899 году после завершения строительства крупнейшего железнодорожного моста в Азии через Енисей.
В период с января 1904 года по октябрь 1905 года Сибирская железная дорога сыграла большую роль в обеспечении воинских перевозок во время русско-японской войны.
В 1926 году построена линия Ачинск — Абакан (Ачинско-Минусинская железная дорога). В 1949 году начато строительство линии Новокузнецк — Абакан, в 1950 году начато строительство до станции Абаза.
В октябре 1958 года было принято решение об электрификации участка Мариинск — Красноярск — Зима длиной 1 222 км переменным током первым в стране со сроком ввода его в эксплуатацию в течение 1959-60 годов.
В 1959 году Красноярская железная дорога первой в стране была полностью  электрифицирована   переменным током 25 кВ; эксплуатировались французские электровозы Ф.
В 1960-е годы строятся линии Ачинск — Лесосибирск, Красная Сопка — Кия-Шалтырь, Камышта — Саяно-Шушенская ГЭС. В 1965 году закончена постройка линии Абакан — Тайшет с веткой Уяр — Саянская. В 1970-е годы строится линия Решоты — Карабула.
Красноярская железная дорога впервые образована 28 февраля 1936 года, выделена из Восточно-Сибирской. 9 мая 1961 года дорога была упразднена, включена обратно в состав Восточно-Сибирской железной дороги; 17 января 1979 года дорога была повторно выделена из Восточно-Сибирской железной дороги.
1 октября 2003 года Федеральное государственное унитарное предприятие «Красноярская железная дорога» вошло в состав ОАО «Российские железные дороги» на правах территориального филиала.
Красноярская железная дорога в 2008 году перевезла 4,099 миллионов пассажиров в дальнем сообщении и 12,378 миллионов в пригородном. В 2008 году дорогой перевезено 68,2 миллионов тонн различных грузов. Основная номенклатура перевозимых грузов включает уголь, лес, руду, строительные материалы и наливные грузы.
На сегодняшний день (2006 год) в состав Красноярской железной дороги — филиала ОАО РЖД входит 97 структурных подразделений: 176 станций, 17 дистанций пути, 6 путевых машинных станций, 10 дистанций сигнализации и связи, 18 контейнерных площадок и другие производственные подразделения.
7 декабря 2004 года — к 70-летию с момента образования Красноярского края был сдан в эксплуатацию новый железнодорожный вокзал краевого центра. Решение о строительстве нового вокзала Красноярска было принято в 2003 году в связи со значительным увеличением пассажиропотока в Красноярске. На строительство вокзала и вокзального комплекса было потрачено около полутора миллиардов рублей. Сегодня Красноярский вокзал по праву считается одним из самых красивых и удобных на территории Зауралья.
4 июня 2005 года открылась обновленная привокзальная площадь станции Красноярск-Пассажирский. Стоимость реконструкции привокзальной площади составила 170 миллионов рублей. Она увеличилась в общей сложности на полторы тысячи метров (с семи до девяти с половиной). Уникальной площадь делает скульптурная композиция, — фигура льва, установленная на шестнадцатиметровой стеле. Лев с серпом и лопатой — геральдический символ Красноярска. Красноярская привокзальная площадь — единственная в стране, украшенная геральдической символикой.
Согласно стратегии Развития России в 2010 году началось строительство железной дороги в Туву от станции Курагино до Кызыла. После завершения строительства предполагается передать данную дорогу под управление Красноярской железной дороги
Численность работающих на дороге — 31 тысяча человек.

## Структура

### Регионы
В состав Красноярской железной дороги входят два региона:
- Абаканский регион (Абакан)
- Красноярский регион (Красноярск)

В 2009 году дорога переведена на трехуровневую систему управления. До 2009 года два региона были отделениями.

### Границы дороги
Красноярская железная дорога граничит с Восточно-Сибирской железной дорогой по ст. Тайшет и Юрты исключительно, с Западно-Сибирской железной дорогой по ст. Мариинск (включительно) и Междуреченск (исключительно).

### Структурные подразделения
Дистанции пути: Абаканская, Абакумовская, Аскизская, Боготольская, Иланская, Козульская, Кошурниковская, Красноярская, Чуноярская, Саянская, Суриковская, Уярская, Чульжанская.
Локомотивные депо: эксплуатационные: Абакан-II, Ачинск-I, Боготол, Иланская, Саянская, Красноярск-Главный; ремонтные: Боготол-Сибирский, Канск-Иланский, Красноярск, Мариинск-Восточный, Ужур; вагонные: Боготол, Красноярск-Восточный, Абакан.
Пригородное сообщение: АО «Краспригород», Моторвагонное депо Красноярск.